# Lawrie Sanchez
Lawrence Philip „Lawrie“ Sanchez  (* 22. Oktober 1959 in London) ist ein ehemaliger nordirischer Fußballspieler und -trainer. Im Finale des FA Cups 1987/88 erzielte er für den FC Wimbledon den Siegtreffer zum 1:0 gegen den FC Liverpool.

## Spielerkarriere

### FC Reading (1978–1984)
Lawrie Sanchez begann in der Saison 1977/78 seine Karriere beim englischen Viertligisten FC Reading. Nach dem Aufstieg in die dritte Liga im Jahr 1979 verbrachte er die folgenden vier Spielzeiten als Stammspieler in der Football League Third Division, ehe Reading 1982/83 wieder in die vierte Liga abstieg. Auch dank eines stark aufspielenden Lawrie Sanchez (45 Ligaspiele/10 Tore) erreichte der Verein 1984 den direkten Wiederaufstieg.

### FC Wimbledon (1984–1994)
Im Dezember 1984 wechselte er zum Zweitligisten FC Wimbledon. In der Saison 1985/86 stieg Lawrie Sanchez (42 Ligaspiele/9 Tore) mit seiner Mannschaft als Tabellendritter in die erste Liga auf. Der Aufsteiger erreichte in der Football League First Division 1986/87 einen sehr guten sechsten Platz. Neben einem erneut erfolgreichen Jahr in der First Division 1987/88 zog Wimbledon ins Finale des FA Cup 1987/88 ein. Gegner vor 98.203 Zuschauern in Wembley war der klar favorisierte FC Liverpool. Dank eines Treffers von Sanchez in der 37. Minute setzte sich jedoch der Außenseiter mit 1:0 durch und gewann damit den ersten Titel der Vereinsgeschichte. Der Verein etablierte sich in den folgenden vier Jahren im Mittelfeld der ersten Liga und nahm damit auch an der ersten Saison der neu eingeführten Premier League 1992/93 teil. Lawrie Sanchez erzielte vier Treffer in siebenundzwanzig Ligaspielen und beendete die Saison mit seiner Mannschaft als Zwölfter. Bereits kurz vor Ablauf der Premier League 1993/94 wechselte er nach knapp zehn Jahren in London zum Erstliganeuling Swindon Town und stieg am Saisonende aus der ersten Liga ab.

### Nordirische Nationalmannschaft (1986–1989)
Der Sohn eines ecuadorianischen Vaters und einer nordirischen Mutter debütierte am 12. November 1986 in der nordirischen Nationalmannschaft bei einem 0:0 gegen die Türkei. 1989 bestritt er zwei weitere Länderspiele gegen Spanien und Malta.

## Trainerkarriere
Nach seiner ersten Trainerstation beim irischen Verein Sligo Rovers arbeitet Lawrie Sanchez von 1995 bis 1999 im Trainerteam beim FC Wimbledon. Am 5. Februar 1999 übernahm er den Cheftrainerposten beim englischen Drittligisten Wycombe Wanderers. Neben durchschnittlichen Ergebnissen in der Liga, war der Einzug ins Halbfinale des FA Cup 2000/01 der größte Erfolg seiner Amtszeit. Am 30. September 2003 wurde er nach einem Fehlstart entlassen.
Am 21. Januar 2004 wurde er als neuer nordirischer Nationaltrainer verpflichtet. Die zuvor seit drei Jahren sieglose Mannschaft zeigte in der Qualifikation für die WM 2006 als vierte von sechs Mannschaften bessere Leistungen. Besonders der 1:0-Heimsieg am 7. September 2005 gegen England sorgte für Aufmerksamkeit. Eine weitere Leistungssteigerung erreichte die Mannschaft in der Qualifikation für die EM 2008. Mit vier Siegen nach sechs Spielen führte Nordirland seine Gruppe an, ehe Lawrie Sanchez am 11. Mai 2007 seinen Rücktritt bekannt gab. Bereits am 10. April 2007 hatte er als Interimstrainer den FC Fulham übernommen und mit der Mannschaft den Klassenerhalt in der Premier League 2006/07 erreicht. Nach einem Fehlstart in die Premier League 2007/08 wurde Sanchez am 21. Dezember 2007 entlassen.
Seit dem 13. Mai 2011 trainiert er den englischen Viertligisten FC Barnet.

## Titel und Erfolge
- FA-Cup-Sieger: 1988 (1:0 gegen den FC Liverpool)